# Violaxantina

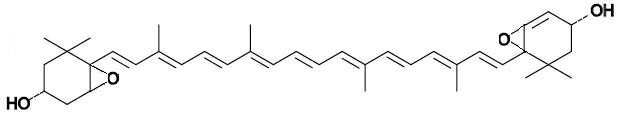
estructura de violaxantina.

La violaxantina es una xantófila derivado de α-Caroteno o beta, beta carotenoide {\displaystyle C_{40}H_{56}O_{4}} Número CAS 126-29-4 (3S, 5R, 6S, 3’S,5’R,6’S)-5,6:5’,6’-diepoxi-5,6,5’,6’-tetrahidro, β, β-caroten-3,3’-diol presente en rodofitas, crisoficeas, clorofitas y Viola tricolor. Se transforma a zeaxantina por catálisis con la enzima deepoxidasa de la violaxantina cuando la energía lumínica absorbida por las plantas supera la capacidad de fotosíntesis, dicha transformación se ha denominado el ciclo de las xantofilas; y cuya función sería la disipación térmica. Es uno de los tres pigmentos tipo xantófila de la fotosíntesis junto con la luteína y la neoxantina. El número E de los códigos alimentarios es 161e

## Fuente
- Hager A., Perz H. 1970. Veränderung der Lichtabsorption eines Carotinoids im Enzym (De-epoxidase)-Substrat(Violaxanthin)-Komplex Planta 93, 314-322